# Белкопа
Белкопа (каз. Белқопа) — село в Айтекебийском районе Актюбинской области Казахстана. Входит в состав Карабутакского сельского округа. Код КАТО — 153453300.
Село расположено на северном берегу озера Белькопа.

## Население
В 1999 году население села составляло 614 человек (312 мужчин и 302 женщины). По данным переписи 2009 года, в селе проживало 268 человек (134 мужчины и 134 женщины).